# Dino Cabano
Dino Cabano (Genova, 1945) è un cantante, bassista e compositore italiano.

## Biografia
Dopo aver iniziato la carriera di musicista in alcuni gruppi musicali genovesi come bassista, entra ne i Sagittari, con cui debutta discograficamente con l'etichetta fondata da Natalino Otto, la Telerecord.
Si dedica poi alla carriera solista e firma con la Hockey, casa discografica del maestro Gian Piero Reverberi, con cui partecipa al Festival delle Rose 1967 con la canzone Il cielo, in abbinamento con Lucio Dalla e Tony Benn e i Big T., vincendo il premio della critica.
Dopo altri 45 giri, partecipa a Un disco per l'estate 1971 con L'eremita, scritta da Gian Piero Reverberi; passa poi alla Joker, continuando la carriera con lo pseudonimo Eddy Cabano.
Negli anni successivi si dedica all'attività di compositore, scrivendo tra le altre Anna perché per Nicola Di Bari, Bimbo bambi bombo bimba (sigla del telefilm Vacanze all'isola dei gabbiani) ed incide alcune sigle di cartoni animati, come quella di Attenti a Luni.

## Discografia parziale

### 45 giri
- 1967: Giorni difficili/Non ne parliamo più (Telerecord, TLC CL 503; con i Sagittari)
- 1967: Il cielo/È la solita storia (Hockey, HK 4001)
- 1967: Mani bucate/Per una donna così (Hockey, HK 4002)
- 1968: Jailhouse Rock/Cento giorni cento notti (Hockey, HK 4003)
- 1971: L'eremita/A volontà (Le Rotonde di Garlasco, ROT 1158)
- 1972: Braccio di ferro/L'angelo Mauretto (Le Rotonde di Garlasco, ROT 1160)
- 1975: The House of the Rising Sun/On the road (Joker, M 7194); come Eddy Cabano
- 1980: Luni, il lupo col dentone/L'indiano con l'ombrello (For Sale, FL 14311); come Eddy Cabano

### Cassette/33 giri
- 1971: Una musicassetta per l'estate (Polydor, 3194 034), con il brano L'eremita
- 1994: Mondo hysterico Volume 1 (Destination X Records, TRR 33014), con il brano Jailhouse rock